# فهرست آثار ملی شهرستان بجستان
فهرست آثار ملی شهرستان بجستان شامل ۳۷ اثر ملی در شهرستان بجستان است که تا ۱۳۹۷ به ثبت رسیده‌اند که سهم این شهرستان در سطح استان خراسان رضوی که بالغ بر ۱۴۰۷ اثر تاریخی ثبت شده دارد بسیار ناچیز است.
کاروانسرای زین‌آباد اولین اثر ملی این شهرستان است که در ۵ آذر ۱۳۸۰ خورشیدی در فهرست آثار ملی ایران قرار گرفت.

## آثار ثبت‌شده
| ردیف        | نام اثر                 | نگاره          | دیرینگی                            | موقعیت                                                                                        | شمارهٔ ثبت   | تاریخ ثبت       | منبع        |
| بافت تاریخی | بافت تاریخی             | بافت تاریخی    | بافت تاریخی                        | بافت تاریخی                                                                                   | بافت تاریخی | بافت تاریخی     | بافت تاریخی |
| ----------- | ----------------------- | -------------- | ---------------------------------- | --------------------------------------------------------------------------------------------- | ----------- | --------------- | ----------- |
| ۱           | بافت تاریخی روستای مزار | بارگذاری تصویر | تاریخی                             | روستای مزار                                                                                   | ۳۰۵۵۶       | ۲ شهریور ۱۳۹۵   | [ ۲ ]       |
| بناها       |                         |                |                                    |                                                                                               |             |                 |             |
| ۲           | کاروانسرای زین‌آباد      |                | دوره صفوی - دوره قاجار             | روستای زین‌آباد ۳۴°۲۲′۵۳٫۸″ شمالی ۵۸°۱۳′۳۵٫۰″ شرقی / ۳۴٫۳۸۱۶۱۱°شمالی ۵۸٫۲۲۶۳۸۹°شرقی            | ۴۴۹۹        | ۵ آذر ۱۳۸۰      | [ ۳ ]       |
| ۳           | مسجد جامع بجستان        | بارگذاری تصویر | دوره تیموریان                      | شهر بجستان                                                                                    | ۴۵۰۲        | ۵ آذر ۱۳۸۰      | [ ۴ ]       |
| ۴           | قلعه درزاب              | بارگذاری تصویر | دوره صفوی                          | روستای درزاب                                                                                  | ۴۵۷۸        | ۱۱ دی ۱۳۸۰      | [ ۵ ]       |
| ۵           | کاروانسرای مرندیز       |                | دوره قاجار                         | روستای مرندیز ۳۴°۴۷′۲۱٫۸″ شمالی ۵۸°۲۱′۰٫۶″ شرقی / ۳۴٫۷۸۹۳۸۹°شمالی ۵۸٫۳۵۰۱۶۷°شرقی              | ۴۶۶۶        | ۱۱ دی ۱۳۸۰      | [ ۶ ]       |
| ۶           | کاروانسرای فخرآباد      | بارگذاری تصویر | دوره صفوی                          | روستای فخرآباد ۳۴°۴۴′۴۷٫۹۹۵۱″ شمالی ۵۸°۳′۱۳٫۸۰۷۸″ شرقی / ۳۴٫۷۴۶۶۶۵۳۰۶°شمالی ۵۸٫۰۵۳۸۳۵۵۰۰°شرقی | ۶۶۵۶        | ۱۰ دی ۱۳۸۱      | [ ۷ ]       |
| ۷           | کاروانسرای قاسم‌آباد     |                | دوره صفوی                          | روستای قاسم‌آباد ۳۴°۳۱′۳٫۵″ شمالی ۵۷°۵۰′۵۸٫۳″ شرقی / ۳۴٫۵۱۷۶۳۹°شمالی ۵۷٫۸۴۹۵۲۸°شرقی            | ۶۸۷۲        | ۱۰ دی ۱۳۸۱      | [ ۸ ]       |
| ۸           | رباط یونسی              | بارگذاری تصویر | دوره صفوی                          | شهر یونسی                                                                                     | ۷۴۷۷        | ۱۲ بهمن ۱۳۸۱    | [ ۹ ]       |
| ۹           | پل یونسی                |                | دوره صفوی                          | شهر یونسی ۳۴°۴۸′۲۶٫۶″ شمالی ۵۸°۲۶′۴۶٫۵″ شرقی / ۳۴٫۸۰۷۳۸۹°شمالی ۵۸٫۴۴۶۲۵۰°شرقی                 | ۷۴۹۶        | ۱۲ بهمن ۱۳۸۱    | [ ۱۰ ]      |
| ۱۰          | رباط آهنگ               |                | دوره قاجار - دوره پهلوی            | روستای آهنگ ۳۴°۱۹′۵۴٫۲″ شمالی ۵۸°۱۵′۳۹٫۶″ شرقی / ۳۴٫۳۳۱۷۲۲°شمالی ۵۸٫۲۶۱۰۰۰°شرقی               | ۸۲۴۹        | ۲۴ فروردین ۱۳۸۲ | [ ۱۱ ]      |
| ۱۱          | مسجد مزار               |                | دوران‌های تاریخی پس از اسلام        | روستای مزار ۳۴°۲۹′۲۶٫۶″ شمالی ۵۸°۷′۳۲٫۷″ شرقی / ۳۴٫۴۹۰۷۲۲°شمالی ۵۸٫۱۲۵۷۵۰°شرقی                | ۸۲۵۰        | ۲۴ فروردین ۱۳۸۲ | [ ۱۲ ]      |
| ۱۲          | کاروانسرای سه فرسخ      | بارگذاری تصویر | دوران‌های تاریخی پس از اسلام        | بخش یونسی - روستای سه فرسخ                                                                    | ۸۲۵۱        | ۲۴ فروردین ۱۳۸۲ | [ ۱۳ ]      |
| ۱۳          | حوض‌انبار روستای یونسی   | بارگذاری تصویر | دوره صفوی                          | شهر یونسی                                                                                     | ۸۹۶۱        | ۱۰ خرداد ۱۳۸۲   | [ ۱۴ ]      |
| ۱۴          | مسجد جامع مرندیز        |                | دوره ایلخانی                       | روستای مرندیز ۳۴°۴۷′۲۲٫۲″ شمالی ۵۸°۲۱′۱۱٫۲″ شرقی / ۳۴٫۷۸۹۵۰۰°شمالی ۵۸٫۳۵۳۱۱۱°شرقی             | ۱۱۰۵۶       | ۱۷ مرداد ۱۳۸۳   | [ ۱۵ ]      |
| ۱۵          | آب‌انبار کهنه بجستان     | بارگذاری تصویر | دوره قاجار                         | شهر بجستان                                                                                    | ۱۱۰۵۷       | ۱۷ مرداد ۱۳۸۳   | [ ۱۶ ]      |
| ۱۶          | آسیاب‌آبی چاه فالیز      | بارگذاری تصویر | دوره صفوی                          | روستای چاه پالیز                                                                              | ۱۱۵۱۳       | ۲۴ اسفند ۱۳۸۳   | [ ۱۷ ]      |
| ۱۷          | حمام ساوط بجستان        | بارگذاری تصویر | دوره قاجار                         | شهر بجستان - محله ساوط                                                                        | ۱۲۹۰۶       | ۱۹ مرداد ۱۳۸۴   | [ ۱۸ ]      |
| ۱۸          | رباط خارفیروزی          | بارگذاری تصویر | اواخر دوره صفوی                    | روستای خارفیروزی                                                                              | ۱۲۹۲۶       | ۱۹ مرداد ۱۳۸۴   | [ ۱۹ ]      |
| ۱۹          | آرامگاه زین‌آباد         | بارگذاری تصویر | اواخر دوره صفوی                    | روستای زین‌آباد                                                                                | ۱۳۲۷۸       | ۲۲ مرداد ۱۳۸۴   | [ ۲۰ ]      |
| ۲۰          | مسجد ساوط بجستان        | بارگذاری تصویر | دوره قاجار                         | شهر بجستان - محله ساوط                                                                        | ۱۳۴۹۷       | ۶ مهر ۱۳۸۴      | [ ۲۱ ]      |
| ۲۱          | قلعه مرندیز             | بارگذاری تصویر | اواخر دوره صفوی - اوایل دوره قاجار | روستای مرندیز                                                                                 | ۱۴۳۲۳       | ۱۶ اسفند ۱۳۸۴   | [ ۲۲ ]      |
| ۲۲          | قلعه مزار               | بارگذاری تصویر | سده ۱۲ و ۱۳ ق                      | روستای مزار                                                                                   | ۱۴۳۲۴       | ۱۶ اسفند ۱۳۸۴   | [ ۲۳ ]      |
| ۲۳          | حوض‌انبار سنگی سه فرسخ   | بارگذاری تصویر | پهلوی اول                          | بخش یونسی - روستای سه فرسخ                                                                    | ۱۴۳۲۹       | ۱۶ اسفند ۱۳۸۴   | [ ۲۴ ]      |
| ۲۴          | برج سردق                | بارگذاری تصویر | دوره قاجار - پهلوی اول             | روستای سردق                                                                                   | ۱۴۳۳۳       | ۱۶ اسفند ۱۳۸۴   | [ ۲۵ ]      |
| ۲۵          | ایوان حسینیه حاج خداداد | بارگذاری تصویر | دوره قاجار                         | شهر بجستان - خیابان امام خمینی                                                                | ۱۴۳۳۴       | ۱۶ اسفند ۱۳۸۴   | [ ۲۶ ]      |
| ۲۶          | منزل اصغری              | بارگذاری تصویر | دوره قاجار                         | شهر بجستان - خیابان امام خمینی                                                                | ۱۴۳۳۷       | ۱۶ اسفند ۱۳۸۴   | [ ۲۷ ]      |
| ۲۷          | آب‌انبار فخرآباد         | بارگذاری تصویر | دوره قاجار                         | روستای فخرآباد ۳۴°۴۴′۲۱٫۱″ شمالی ۵۸°۳′۱۷٫۲″ شرقی / ۳۴٫۷۳۹۱۹۴°شمالی ۵۸٫۰۵۴۷۷۸°شرقی             | ۱۴۳۳۸       | ۱۶ اسفند ۱۳۸۴   | [ ۲۸ ]      |
| ۲۸          | آب‌انبار مرندیز          | بارگذاری تصویر | دوره قاجار                         | ۳ کیلومتری شمال روستای مرندیز                                                                 | ۱۴۳۳۹       | ۱۶ اسفند ۱۳۸۴   | [ ۲۹ ]      |
| ۲۹          | منزل بلغاری             | بارگذاری تصویر | دوره قاجار                         | شهر بجستان - خیابان امام خمینی                                                                | ۱۴۳۴۱       | ۱۶ اسفند ۱۳۸۴   | [ ۳۰ ]      |
| ۳۰          | مقبره قطب‌الدین یونسی    | بارگذاری تصویر | اسلامی ـ سده ۱۰ ق                  | شهر یونسی                                                                                     | ۱۴۳۴۷       | ۱۶ اسفند ۱۳۸۴   | [ ۳۱ ]      |
| ۳۱          | آب‌انبار حاج میرزا       | بارگذاری تصویر | دوره قاجار                         | شهر بجستان - خیابان ۱۲ فروردین                                                                | ۱۴۳۵۱       | ۱۶ اسفند ۱۳۸۴   | [ ۳۲ ]      |
| ۳۲          | آب‌انبار نو بجستان       | بارگذاری تصویر | دوره قاجار                         | شهر بجستان - خیابان ۱۲ فروردین                                                                | ۱۴۳۵۲       | ۱۶ اسفند ۱۳۸۴   | [ ۳۳ ]      |
| ۳۳          | آب‌انبار حاج قربان       | بارگذاری تصویر | دوره قاجار                         | شهر بجستان - حاشیه خیابان امام خمینی                                                          | ۱۴۳۵۳       | ۱۶ اسفند ۱۳۸۴   | [ ۳۴ ]      |
| ۳۴          | منزل سپاهی              | بارگذاری تصویر | پهلوی اول                          | شهر بجستان - خیابان ۱۲ فروردین                                                                | ۱۴۳۵۴       | ۱۶ اسفند ۱۳۸۴   | [ ۳۵ ]      |
| ۳۵          | مسجد سرگود              | بارگذاری تصویر | دوره قاجار                         | شهر بجستان - حاشیه خیابان امام خمینی                                                          | ۱۴۳۷۳       | ۱۶ اسفند ۱۳۸۴   | [ ۳۶ ]      |
| ۳۶          | حمام عبدالله غول        | بارگذاری تصویر | دوره قاجار                         | شهر بجستان - خیابان امام خمینی                                                                | ۱۴۶۴۲       | ۱۶ اسفند ۱۳۸۴   | [ ۳۷ ]      |
| ۳۷          | مقبره آصف برخیا         | بارگذاری تصویر | پهلوی اول                          | روستای مزار                                                                                   | ۱۴۶۴۳       | ۱۶ اسفند ۱۳۸۴   | [ ۳۸ ]      |

## آثار تازه ثبت‌شده
| ردیف | نام اثر       | نگاره          | دیرینگی                      | موقعیت                                                                                         | شمارهٔ ثبت | تاریخ ثبت     | منبع   |
| ---- | ------------- | -------------- | ---------------------------- | ---------------------------------------------------------------------------------------------- | --------- | ------------- | ------ |
| ۱    | حمام جزین     | بارگذاری تصویر | سده‌های متاخر اسلامی          | روستای جزین                                                                                    | ۳۰۲۹۰     | ۲۴ خرداد ۱۳۹۰ | [ ۲ ]  |
| ۲    | خانه احمدنژاد | بارگذاری تصویر | اواخر دوره قاجار - پهلوی اول | روستای جزین ۳۴°۱۹′۵۴٫۸۳۰۱۰″ شمالی ۵۸°۳′۲۲٫۲۶۶۷۶″ شرقی / ۳۴٫۳۳۱۸۹۷۲۵۰۰°شمالی ۵۸٫۰۵۶۱۸۵۲۱۱۱°شرقی | ۳۳۰۳۹     | ۲ تیر ۱۳۹۹    | [ ۳۹ ] |